# Salt Lake City Stars 2018-2019
La stagione 2018-19 dei Salt Lake City Stars fu la 13ª nella NBA D-League per la franchigia.
I Salt Lake City Stars arrivarono secondi nella Southwest Division con un record di 27-23. Nei play-off persero al primo turno con gli Oklahoma City Blue (1-0).

## Roster
|    | Naz.                   | Ruolo | Sportivo           | Anno | Alt. | Peso |  |
| -- | ---------------------- | ----- | ------------------ | ---- | ---- | ---- |  |
| 0  | Stati Uniti (bandiera) | G     | Akeem Springs      | 1994 | 193  | 100  |  |
| 1  | Stati Uniti (bandiera) | G     | Steph Branch       | 1995 | 196  | 94   |  |
| 3  | Stati Uniti (bandiera) | G     | Trey Lewis         | 1995 | 188  | 84   |  |
| 5  | Stati Uniti (bandiera) | G     | Trevon Bluiett     | 1994 | 196  | 90   |  |
| 5  | Stati Uniti (bandiera) | G     | Quenton DeCosey    | 1994 | 196  | 93   |  |
| 8  | Stati Uniti (bandiera) | C     | Kyle Benjamin      | 1991 | 206  | 102  |  |
| 8  | Stati Uniti (bandiera) | A     | Tanner McGrew      | 1993 | 203  | 113  |  |
| 10 | Stati Uniti (bandiera) | G     | Jairus Lyles       | 1993 | 188  | 79   |  |
| 11 | Stati Uniti (bandiera) | G     | Isaiah Cousins     | 1994 | 193  | 87   |  |
| 13 | Stati Uniti (bandiera) | C     | Tony Bradley       | 1998 | 208  | 112  |  |
| 14 | Stati Uniti (bandiera) | A     | Shonn Miller       | 1993 | 201  | 98   |  |
| 15 | Stati Uniti (bandiera) | G     | Deonte Burton      | 1991 | 185  | 88   |  |
| 21 | Stati Uniti (bandiera) | A     | Justin Reyes       | 1993 | 193  | 93   |  |
| 22 | Stati Uniti (bandiera) | A     | Tre'Shaun Fletcher | 1994 | 201  | 93   |  |
| 23 | Stati Uniti (bandiera) | A     | Georges Niang      | 1993 | 203  | 104  |  |
| 28 | Stati Uniti (bandiera) | A     | Mareik Isom        | 1994 | 206  | 98   |  |
| 30 | Canada (bandiera)      | A     | Naz Mitrou-Long    | 1993 | 193  | 95   |  |
| 33 | Stati Uniti (bandiera) | A     | Willie Reed        | 1990 | 211  | 111  |  |
| 34 | Stati Uniti (bandiera) | A     | Tyler Cavanaugh    | 1994 | 206  | 108  |  |
| 44 | Stati Uniti (bandiera) | C     | Isaac Haas         | 1995 | 218  | 132  |  |
|    | Stati Uniti (bandiera) | G     | Grayson Allen      | 1995 | 196  | 90   |  |

## Staff tecnico
- Allenatore: Martin Schiller
- Vice-allenatori: Nathan Peavy, Bryan Bailey
- Preparatore atletico: Juan Torres
- Preparatore fisico: Jordan Harding